# Епархия Босангоа
Епархия Босангоа (лат. Dioecesis Bossangoaënsis) — епархия Римско-Католической церкви c центром в городе Босангоа, Центральноафриканская Республика. Юрисдикция епархии Босангоа распространяется на префектуры Верхнее Мбому и Мбому. Епархия Босангоа входит в митрополию Банги. Кафедральным собором епархии Босангоа является церковь Святого Антония Падуанского.

## История
9 февраля 1959 года Папа Римский Иоанн XXIII издал буллу Qui Christo iubente, которой учредил апостольскую префектуру Босангоа, выделив её из епархии Берберати.
13 февраля 1964 года Папа Римский Павел VI издал буллу Gaudet sancta, которой возвёл апостольскую префектуру Босангоа в ранг епархии.

## Ординарии епархии
- епископ Леон-Туссен-Жан-Клеман Шамбон O.F.M.Cap.[1] (14.12.1959 — 22.04.1978);
- епископ Серджо Адольфо Гови O.F.M.Cap. (22.04.1978 — 10.06.1995);
- епископ Полен Помодимо (10.06.1995 — 26.07.2003) — назначен архиепископом Банги;
- епископ Франсуа-Ксавье Йомбандже (3.04.2004 — 16.05.2009);
  - Sede vacante (2009—2012)
- епископ Нестор-Дезире Нонго-Азиагбиа S.M.A. (14.05.2012 — по настоящее время).